# Reece McFadden
Reece John McFadden (* 1. Juni 1995 in Bellshill, Schottland) ist ein schottischer Boxer im Fliegengewicht.

## Amateurkarriere
2011 wurde er britischer Juniorenmeister, gewann eine Bronzemedaille bei den Junioren-Europameisterschaften und war Teilnehmer der Junioren-Weltmeisterschaften. Bei den Erwachsenen ist er schottischer Meister 2013, 2014, 2016 und 2017, sowie britischer Meister 2012 und 2016. Darüber hinaus gewann er 2014 und 2016 jeweils die Goldmedaille beim internationalen Tammer-Turnier.
Bei den Commonwealth Games 2014 besiegte er Andrew Selby, Charlie Edwards und Oteng Oteng, ehe er im Halbfinale mit 1:2 gegen Andrew Maloney ausschied und eine Bronzemedaille gewann. Bei den Europameisterschaften 2017 unterlag er im ersten Kampf gegen Niall Farrell.
Eine weitere Bronzemedaille gewann er bei den Commonwealth Games 2018 nach einer Halbfinalniederlage gegen Brendan Irvine.

## Profikarriere
Im Juli 2018 unterzeichnete er einen Profivertrag bei MTK Global. Sein Profidebüt gewann er am 30. November 2018 gegen Elvis Guillen.